# パリ日本文化会館

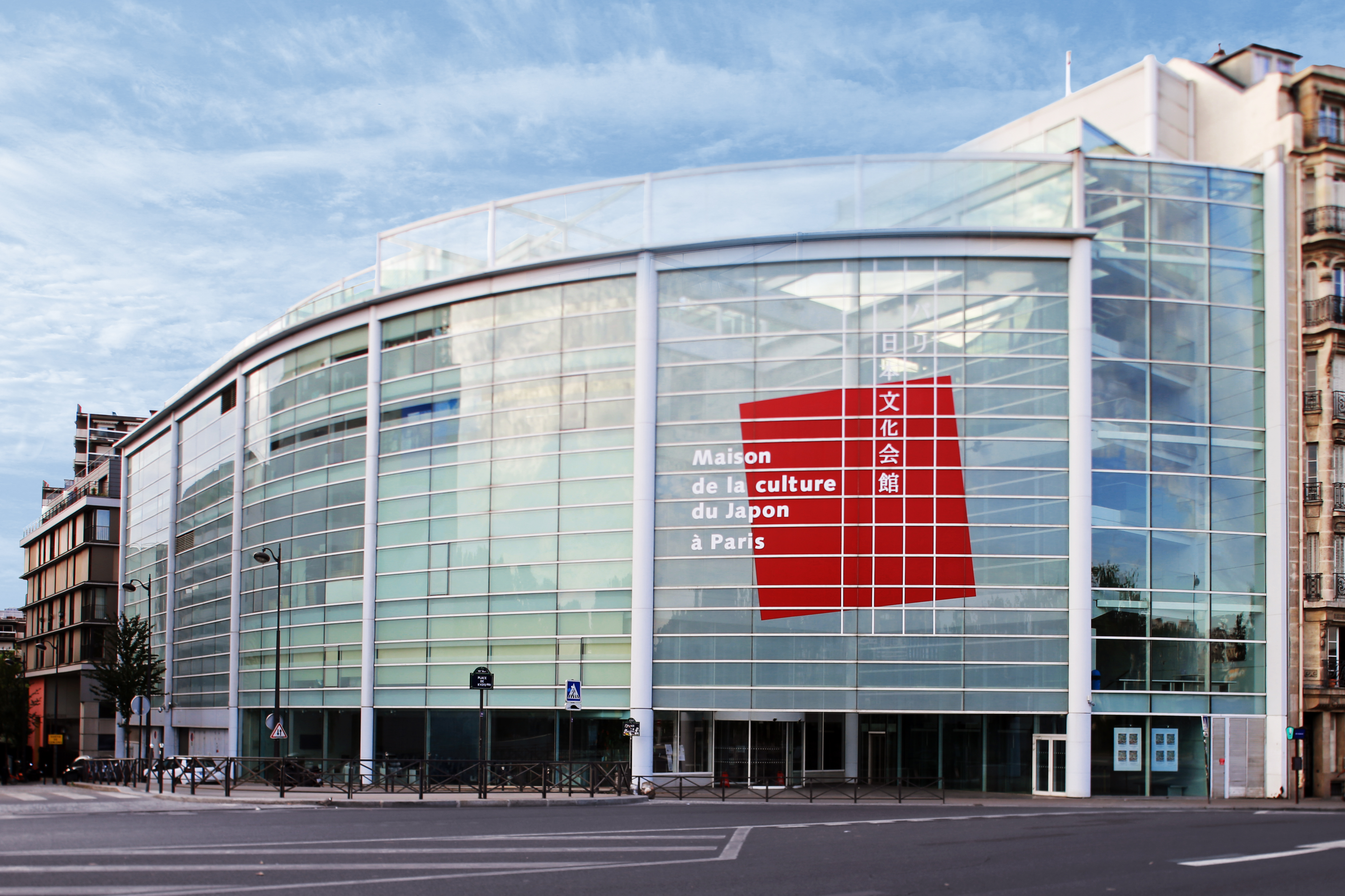
パリ日本文化会館

パリ日本文化会館（仏：Maison de la culture du Japon à Paris）は、フランスのパリ15区にある文化施設。1997年に開館した。独立行政法人国際交流基金のフランスにおける拠点。

## 概要
1982年に、フランスのフランソワ・ミッテラン大統領が来日した際、日本の鈴木善幸首相との首脳会談で合意。山中昌之とケネス・アームストロングの設計により、1994年に着工、1997年5月に完成した。
施設は総床面積8,700m²、地上６階、地下５階。
レセプションホール（６階）
最大収容人数約100人。各種レセプションの他、セミナーや講演会などに活用。テラスからはセーヌ河岸が一望できる。
茶室（６階）
裏千家により寄贈された茶室「好日庵」があり、定期的に茶の湯が開催されている。
日本語教室２室（５階）
図書館（４階）
日本関連の人文科学、社会科学、文化を中心とする図書約２万８千冊及び雑誌が、開架式で無料で閲覧できる。会員は貸し出しも可。
展示ホール（３階）
天井高4.8m。人工的な照明だけでなく自然光を取り入れた展示も可能。古典から現代、写真、建築、ポップカルチャーなど、年間２、３件の企画展を実施。
教室（２階）
生け花、書道、碁、折り紙、マンガなど多彩な教室事業を展開。
エントランス・ホール（１階）
さまざまなテーマの展示を２〜４週間の期間で開催。
小ホール（１階、128席）
講演会、映画上映、コンサートなどを実施。
大ホール（地下３階、約300席）
可動床式の多目的ホール。舞台公演（コンサート、演劇、ダンス等）、映画上映、講演会・シンポジウムなどを実施。